# La Seyne (Schiff)
Die La Seyne war ein 1874 in Dienst gestelltes Passagierschiff, das ab 1876 der französischen Reederei Messageries Maritimes gehörte. Am 14. November 1909 sank die La Seyne vor Singapur nach der Kollision mit dem britischen Dampfschiff Onda. 101 Passagiere und Besatzungsmitglieder kamen dabei ums Leben.

## Das Schiff
Das 2.379 BRT große Passagier- und Frachtschiff wurde auf der Werft Forges et Chantiers de la Méditerranée in La Seyne-sur-Mer gebaut und lief am 25. Januar 1874 unter dem Namen Étoile du Chili für die Reederei Germain Frères vom Stapel. Das 105 Meter lange und 11,5 Meter breite Dampfschiff hatte einen Schornstein, drei Masten und einen Propeller. Die aus Eisen konstruierte Étoile du Chili wurde von einer vierzylindrigen Verbunddampfmaschine angetrieben, die das Schiff auf eine Geschwindigkeit von 13 Knoten beschleunigen konnte. Sie wurde für den Personen- und Frachtverkehr auf der Route Le Havre–Valparaíso eingesetzt und konnte dabei 109 Passagiere befördern.
Am 23. September 1876 wurde das Schiff von Messageries Maritimes gekauft und ab dem 11. Januar 1877 unter dem Namen La Seyne auf der Strecke nach Ägypten und Syrien eingesetzt. Im Jahr 1888 wurde das Schiff auf der Werft Chantiers navals de La Ciotat in La Ciotat einer Renovierung unterzogen, in deren Rahmen auch der bisher weiße Schiffsrumpf schwarz angestrichen wurde. Anschließend befuhr die La Seyne die Fernost-Routen.
Am 12. November 1909 lief das Schiff mit 162 Passagieren und Besatzungsmitgliedern an Bord unter dem Kommando von Kapitän Joseph Couailhac in Java zu einer Überfahrt nach Singapur aus. In entgegengesetzter Richtung näherte sich die Onda, ein Passagierschiff der britischen Reederei British India Line. Um 4.35 Uhr morgens am 14. November kam es 26 Seemeilen vor Singapur in dichtem Nebel zu einer Kollision der beiden Schiffe, die die La Seyne fast in zwei Hälften teilte. Sie sank innerhalb weniger Minuten, während ihre Kessel explodierten.
101 Passagiere und Besatzungsmitglieder, darunter Kapitän Couailhac sowie der Herzog und die Herzogin Deniczki, kamen bei dem Unglück ums Leben. Es wurde berichtet, dass zahlreiche Menschen im Wasser von Haien angegriffen und zum Teil schwer verletzt oder getötet wurden.